# Паттерсон, Расселл (дирижёр)
Расселл Паттерсон (англ. Russell Patterson; 31 августа 1928 — 1 октября 2013) — американский дирижёр.
По первой музыкальной специальности валторнист. Окончил Юго-Восточный университет Луизианы (1950) и консерваторию Канзас-Сити (1952), стажировался в Германии, затем также продолжал образование в Консерватории Новой Англии. В 1951—1959 гг. выступал с Филармоническим оркестром Канзас-Сити.
В 1957 году Паттерсон выступил одним из основателей Оперы Канзас-Сити и вплоть до 1998 года оставался её художественным руководителем. Генеральной идеей Паттерсона было сочетание достоинств музыкального исполнения и театрального зрелища и перенос на американскую почву лучших традиций европейского оперного театра. Ключевым для его подхода было также исполнение всех опер на английском языке. Одновременно с оперной карьерой в 1982—1986 гг. возглавлял новосозданный Симфонический оркестр Канзас-Сити. В 1960—1968 гг. преподавал в консерватории Канзас-Сити, вошедшей к этому времени в состав Миссурийского университета в Канзас-Сити; в 1983 г. получил от университета почётное звание выпускника года.
В 1997 году основал Музыкальный фестиваль залива Баззардс (англ. Buzzards Bay Musicfest) — летний фестиваль академической музыки в городе Марион (штат Массачусетс) и до 2013 года оставался его художественным руководителем. Дирижировал различными музыкальными коллективами полуострова Кейп-Код.
Опубликовал книгу мемуаров «Взгляд из оркестровой ямы» (англ. A View from the Pit; 1987).
В 1982 году удостоен Премии Дитсона за заслуги в развитии американской музыки.